# Ізабелла (печера)
Ізабелла - печера, що розташована в Грузія, Абхазія, Гудаутському районі, на Бзибському хребті, за 1,9 км на південь від гори Пипшира.
Протяжність 510 м, глибина 245 м, площа 1100 м², об'єм 10000 м³, висота входу близько 1700 м.

## Складнощі проходження печери
Категорія складності 2Б..

## Опис печери
Шахта-понор, являє собою каскад колодязів глибиною 31, 12, 20, 18, 23 м, з'єднаних меандруючими ходами різної протяжності шириною до 2,5 м у верхній частині порожнини і близько 0,5 м в нижній частині.
Закладена в нижньокрейдових товстошаруватих світло-сірих вапняках. У шахті є численні обвальні відкладення, натічні кори, окремі сталактити і сталагміти, місячне молоко. У верхній частині порожнини капає, з глибини −155 м починається постійний водотік з витратою в межінь 0,5 л/с. До дна витрата збільшується до 2 л/с. Шахта закінчується сифоном..

## Історія дослідження
Відкрито експедицією томських спелеологів в 1981 р. Досліджувалася томскими спелеологами в 1981 р. (кер. А. Н. Шуригін), в 1982 р. (кер. В. І. Горовцев, К. Л. Косіцин).